# Hmong
Ne doit pas être confondu avec Mnong.
 (septembre 2008).
Les Hmong ou Mong (/m̥ʰɔ̃ŋ/) sont un groupe ethnique d'Asie du Sud, présent dans le sud de la Chine (principalement dans la province du Guizhou), et dans le nord de tous les pays de l'Indochine au sein d'une région appelée « Zomia »,.

## Origines
Les Hmong sont originaires des régions montagneuses du sud de la Chine, où ils sont officiellement intégrés dans la « nationalité » Miao qui inclut différents sous-groupes tels que les Hmu, les Kho Xiong et les A hmao. En république populaire de Chine, au Viêt Nam, au Laos, en Thaïlande, en Birmanie et au Cambodge, la législation différencie la « citoyenneté » selon le droit du sol également appliquée à tous les habitants (chinois 国籍 guójí), de la « nationalité » au sens d'ethnie appliquée selon le droit du sang à telle ou telle population identifiée par la langue, ses origines et sa culture spécifique (chinois 民族, mínzú) : c'est ce qui permet de dénombrer les Hmong aux recensements.

## Dénominations et sémantique
Comme il est impossible à la langue chinoise de transcrire le mot Hmong en idéogrammes avec le « m » nasal, ce mot est absent des sources chinoises qui emploient Miao signifiant, en chinois mandarin, « jeune pousse, plant ». Cela dit, ce nom était utilisé par les chinois afin de se moquer des hmong.
Au Viêt Nam moderne, ils sont appelés H'mông et sont, selon le classement des 53 minorités officiellement reconnues dans ce pays, désignés sous l'appellation Miêu (Meo à l'époque coloniale française),.
Au Laos, dans les années 1960, ils ont été regroupés à l'instar des peuples tibéto-birmans et Yao sous la désignation de Lao Sung ou Lao Soung signifiant « montagnards du Laos », mais eux-mêmes s'appellent parfois Laos Ungs - « Oungs du Laos » et le plus souvent Hmoob ou Moob dans la langue hmong du Laos.
En Thaïlande, ils sont inclus dans « les tribus des collines » et sont appelés Móng (thaï : ม้ง) ou Mieow (thaï : เมียว).
Comme beaucoup de dénominations ethniques, Hmong, Mong, Miao, Miêu, Mieow ou Méo ont pu avoir des sens différents, certains mythiques, parfois flatteurs ou au contraire péjoratifs, changer de sens selon les sources et les époques, ou encore être rapprochés par homophonie d'autres dénominations ou même des vocalisations des félins.
L'origine du mot Hmong ou Mong est discutée. Yang Dao, après avoir donné au mot Hmong le sens de « peuple libre » ou « homme libre », a finalement validé le sens d'« homme ». Une croyance relevée par Nicholas Tapp auprès d'un mouvement messianique hmong, le fait dériver de celui de Hmoov en dialecte hmong blanc ou Moov en dialecte mong vert, qui veut dire « chance », « mérite » ou « destinée ».
Hmong et Mong sont des endonymes : des appellations par lesquelles ce peuple s'auto-désigne. L'ajout final de la consonne « g » aux mots hmong et mong est dû à la transcription française, ce qui fait que les mots se prononcent « hmongue » ou « mongue » en français alors qu'ils se prononcent « Hmon » et « Mon » en hmong. Hmong avec un « h » aspiré est l'appellation des locuteurs du dialecte hmong blanc et Mong celui des locuteurs du dialecte mong vert. L'emploi préférentiel de la graphie Hmong au détriment de celui de Mong, a suscité des protestations de certains locuteurs mong au point de vouloir s'identifier en tant que "peuple à part". C'est pourquoi l'ethnologue français Jacques Lemoine a de son côté inventé la graphie (H)mong pour inclure les deux dialectes. Hmong et Mong sont des mots invariables qui ne prennent pas de « s » au pluriel.
Le mot Miao est tiré d'un peuple légendaire montagnard qu'auraient combattu les premiers rois chinois, sans parvenir à le soumettre : les San Miao, référencés dans les textes chinois antiques comme le Shu jing, le Shanhaijing, le Guoyu ou le Shiji. Par la suite, le mot acquit par métonymie les sens génériques d'« insoumis, libre » (sens valorisant) ou de « sauvage, barbare » (sens péjoratif), l'affiliation des groupes ainsi dénommés faisant toujours l'objet de débats. Compte tenu des migrations, des séparations et des regroupements entre groupes au fil du temps, ainsi que de l'indigence et de l'imprécision des sources écrites, une origine historique commune et unique des Hmong et des autres peuples Miao contemporains ne peut être démontrée en l'état des connaissances actuelles.
Le premier sens du mot Miao demeure une énigme et fait toujours l'objet de spéculations dans le domaine des recherches académiques chinoises. On ne sait toujours pas avec certitude si c'est un titre ou le nom d'un peuple, une translittération du mot ou encore le nom d'une région de la province du Henan. Au temps de la Période des Royaumes combattants, un lettré chinois avait traduit ce mot par « descendant » d'où San Miao voudrait dire les « trois descendants ». Mais à présent, les racines qui le composent sont la clé de l'herbe 艹 au-dessus de celui de la rizière ou du champ 田. La combinaison de ces deux idéogrammes a également été par le passé sujette à de nombreuses interprétations, avec deux hypothèses principales qui s'opposent. Les uns, en s'accordant à la tradition chinoise qui dit que les San Miao furent relégués au Gansu, lui attribuent le sens de « nomades » et, ceux qui témoignèrent en général de la sympathie aux Hmong mettent plutôt en avant les sens de « paysans, agriculteurs, planteurs de riz, fils de la terre, autochtones, aborigènes »… mais ce sont toutes des interprétations libres. Actuellement, le dictionnaire chinois de Beijing lui donne comme définition « jeune pousse » ou « plant » avec le sens de « humble, petit ».
Les Hmong ont été désignés en premier lieu par les Annamites et les Thaïs sous des appellations péjoratives et spécistes  de Man Meo pour « chats sauvages », par opposition aux Yao alors appelés Man Yao. Man, qui pouvait à l'origine désigner un peuple en particulier, fut, avec la connotation de « sauvage » un terme générique péjoratif englobant divers peuples montagnards de la péninsule indochinoise. Les Man désignaient également chez les Chinois, les peuples du midi de la Chine et chez les Hmong, des étrangers (Mab).
Meo est en sino-vietnamien un terme onomatopéique désignant le miaulement du chat. Durant la dynastie Song, le radical de la « griffe » (d'après Louisa Schein) ou celui du « reptile » (d'après Joakim Enwall) 豸 a été ajouté à ceux du mot Miao 苗 pour lui attribuer le sens de « chat » 貓. L'ancien historien chinois Meng Ke (372-289 avant notre ère) avait de même comparé la langue Miao aux vocalisations modulées des hyènes, le rapprochement avec ces animaux soulignant l'« incivilisation », la « barbarie » ou la « sauvagerie » attribuée à ces populations. Ce sens péjoratif disparaît peu à peu des écrits chinois entre le XIVe siècle et le XVIIe siècle, mais l'image négative de ces peuples prend alors de nouvelles formes, à travers la conception opposant les « Miao crus » (ayant gardé leurs traditions ancestrales) et « Miao cuits » (acculturés).
Pendant l'antiquité tardive, l'idéogramme Miao disparut durant des siècles de la littérature chinoise pour ne réapparaître qu'au Moyen Âge dans le Livre des Barbares (Manshu) écrit par Fan Chuo sous la dynastie Tang et celui de Zhu Xi, un penseur confucéen de la dynastie Song du sud, intitulé Sur les San Miao (San Miao ji), décrivant un peuple de la province du Hunan mis en rapport avec les San Miao. Son usage fut plus fréquent sous la dynastie Yuan avec des déclinaisons variables telles que Miaoman, Miaoliao, Miaolao, Shengmiao… pour indiquer les locuteurs tai-kadai, tibéto-birmans et austroasiatiques du Hunan et du Guizhou.
Sous les dynasties Ming et Qing, il se superposa au mot Man ou Man Nan (« barbares du Sud ») en tant que terme générique péjoratif pour désigner tous les peuples non chinois du sud ouest de la Chine. Vers la fin de la dynastie Ming, les concepts de « Miao cuits » (Shu Miao) c'est-à-dire les ralliés ou les soumis et « Miao crus » (Sheng Miao) c'est-à-dire les indépendants, y furent appliqués. Par exemple, les Dong et les Tujia entretenant de bons rapports avec l'Empire chinois et payent les taxes sont considérés comme des « Miao cuits », tandis que les Hmong nomades se soustrayant à l'emprise impériale, sont des « Miao crus », terme incluant d'autres groupes ethniques que les Hmong, comme en témoigne l'erreur du père François Marie Savina qui fait de Sonom, un Gyalrong de tribus tibétaines, un « roi Hmong ».
À partir des années 80, les exonymes Meo et Miao furent progressivement remplacés en Occident par l'autonyme Hmong, sous l'initiative de Yang Dao. En revanche, ils sont toujours en usage en Chine, en Thaïlande et au Viêt Nam. Combattus, les sens péjoratifs ont progressivement reculé, tandis que le postulat selon lequel les Hmong descendraient en droite ligne des San Miao s'est également vu remis en cause, sans que la question soit tranchée.

## Démographie

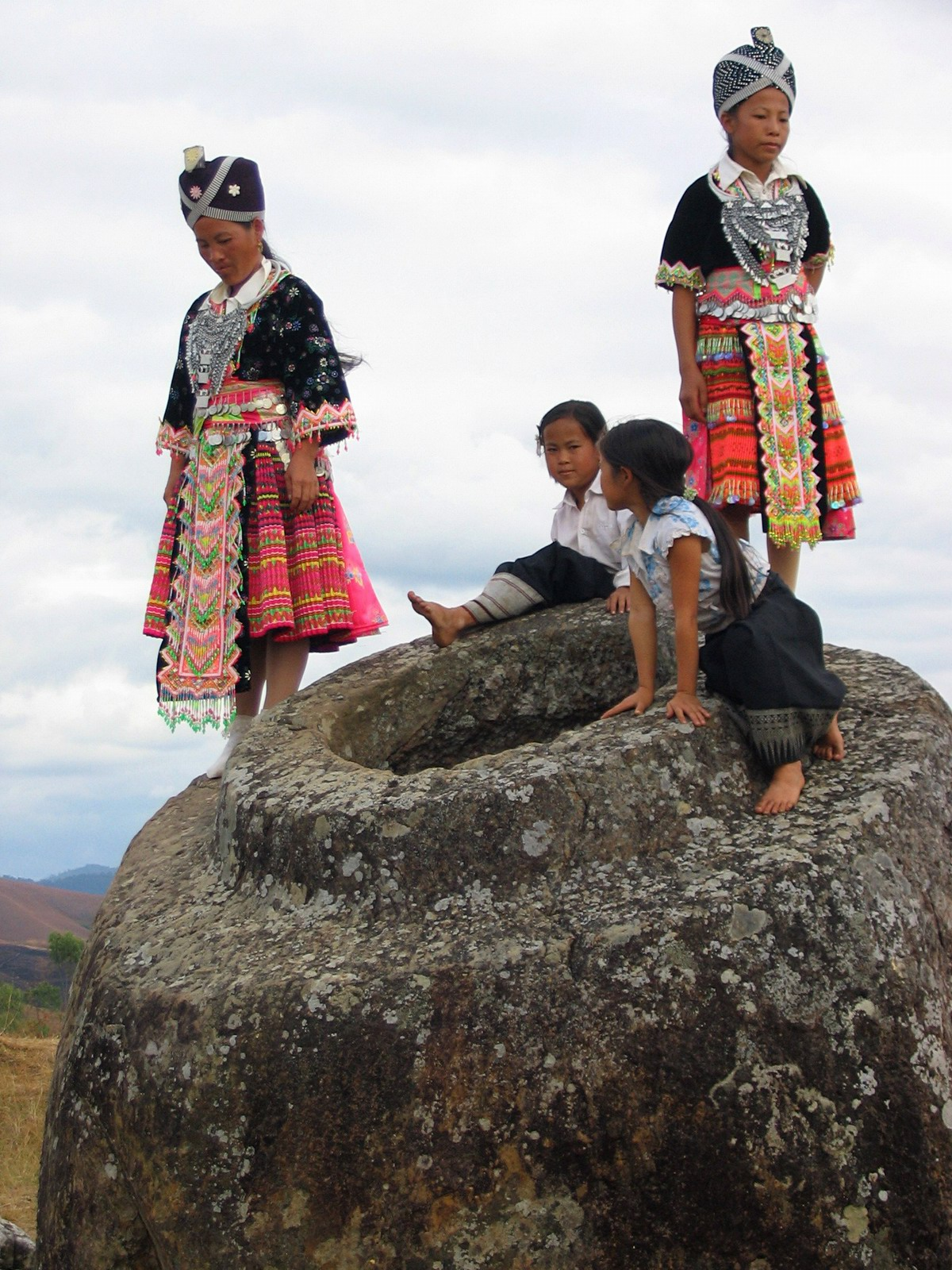
Selon les légendes Hmong, leurs ancêtres Gao Joua et Dao Na sont les constructeurs des jarres géantes de la province de Xieng Khouang.

Le nombre d'habitants dans la diaspora hmong est estimé entre 4 et 5 millions. Les Hmong établis au Laos représentent 7,9 % de la population laotienne, soit environ 438 300 personnes selon le recensement laotien de 1989.
Agriculteurs montagnards itinérants et éleveurs de bétail propriétaires de petites parcelles, les Hmongs ont été nombreux à refuser la collectivisation et la sédentarisation forcée voulue par les communistes laotiens, au point que certains se sont engagés contre ces derniers aux côtés des Français, puis des États-Unis après la défaite française. Pendant la guerre du Viêt Nam, une guérilla hmong armée par la CIA s'oppose aux autorités communistes du Laos : c'est le « conflit hmong », mais tous les Hmong n'ont pas combattu contre le Pathet Lao et certains y ont au contraire participé, par exemple le président de l'assemblée nationale laotienne, Faydang Lobliayao.
À la suite de ces conflits, à la fin du XXe siècle et au début du XXIe siècle, une partie non quantifiable de la guérilla Hmong s'est réfugiée dans la jungle dans la zone de Xaysomboun, traquée par les armées laotienne et vietnamienne, pour avoir « aidé les impérialistes ». En 2005, ils n'étaient plus que 8 000, contre plus de 30 000 une dizaine d'années plus tôt.
Dans la province de Xieng Khouang, au Laos, la population hmong fut victime du plus intense bombardement de populations civiles du XXe siècle depuis la fin de la Seconde Guerre mondiale, lorsque l'aviation américaine  bombarda la piste Hô Chi Minh dans les années 1970. On estime les victimes à plus de 20 000 victimes et les bombes à sous-munitions non explosées continuent à tuer depuis la fin de la guerre.
À l'issue de la guerre civile laotienne conclue par la victoire du régime communiste en mai 1975, un nombre important de Hmong fuit le Laos pour se rendre dans un premier temps dans des camps de réfugiés situés en Thaïlande, avec l'ouverture du camp militaire Namphong pour l'accueil des premiers réfugiés laotiens, dont les Hmong, le 10 mai 1975. Leur nombre est tel qu'en 1976, s'ajoutent les camps de réfugiés supplémentaires de Ban-Vinai, Non-Khai, Poua, Ubone, Outradith et Chiang-Khang.
Entre 1975 et 1978, des avions gros-porteurs récupèrent une partie des réfugiés politiques Hmong, qualifiés de « guérilleros de la liberté victimes d'un génocide » par la presse occidentale et de « traîtres, laquais de l'impérialisme colonial et américain » par les autorités laotienes. Ils sont répartis dans des pays d'accueil comme les États-Unis, la France (notamment en Guyane) et l'Australie.
Aujourd'hui, les survivants du peuple Hmong sont intégrés à la vie laotienne (c.f. le marché du soir de Luang Prabang ou le « marché ethnique » de Vientiane) ou thailandaise (régions du Lanna au Nord et de l'Isan à l'Est).
Près de 3 millions de locuteurs hmong vivent en Chine, répartis dans les provinces du Sichuan, Guizhou, Yunnan et Guangxi, recensés par les linguistes chinois dans plus de 42 préfectures :
- au Sichuan : Gulan, Xuyong, Xingwen, Gongxian, Gaoxian, Changning et au Xian autonome tibétain de Muli ;
- au Guizhou : Jinsha, Chishui, Xishui, Renbei, Xifeng, Bijie, Nayong, Qianxi, Dafang, Zhijin, Puding, Pu An, Xingyi, Préfecture autonome buyei et miao de Qiannan, Anshun et Liupanshui ;
- au Yunnan : Qianxiong, Weixin, Yanlü, Zenshan, Yanshan, Qiubei, Maguan, Guangnan, Xishou, Malipo, Mengzi, Bingbian, Kaiyuan, Jinping, Yuanyang, Gejiu et Mile ;
- au Guangxi : Longlin et Napo.

La diaspora Hmong se partage entre les États-Unis, le Canada, l'Australie, la Nouvelle-Zélande, l'Allemagne, le Japon, l'Argentine et la France (estimation à 30 000), dont environ 2 000 en Guyane française. La majeure partie vit encore en Asie du Sud-Est, principalement en Chine et au Viêt Nam, mais aussi au Laos, en Thaïlande et en Birmanie.

## Langues

Répartition des langues hmong-mien :
Rouge : Langues hmong/miao
Vert : Langues mien/yao

La langue hmong appartient à la famille des langues hmong-mien, encore appelée miao-yao d'après les noms chinois de ces langues. Du point de vue de la terminologie et de l'approche des linguistes chinois, les Hmong parle le sous-dialecte Chuanqiandian du dialecte miao de l'Ouest, appelé aussi Chuanqiandian de la famille linguistique miao-yao. La notion de dialecte pour désigner les différents groupes linguistiques miao est contestée, on estime qu'elles forment en vérité des langues distinctes, se différenciant toutes par la phonologie, la grammaire et le vocabulaire. Entre les années 50 et 2000, la tentative d'imposer un même système d'écriture pour l'entière nationalité Miao s'est révélée être un échec du fait de la trop grande différence entre les groupes de langues miao. L'appellation Hmong-Mien des linguistes américains encore débattue. Les exonymes miao et yao sont préférables pour éviter les confusions et de favoriser arbitrairement le terme de l'un ou l'autre des sous-groupes linguistiques.
Il existe de très nombreuses formes dialectales, beaucoup n'ayant d'ailleurs probablement pas encore été répertoriées. Les deux plus répandues sont le « hmong vert » et le « hmong blanc » (dialectes les plus répandus au Laos, en Thaïlande, au Viêt Nam et en Birmanie), qui doivent leur appellation à la couleur principale des costumes traditionnels féminins des locuteurs. Ces deux dialectes sont parlés par la diaspora hmong occidentale. Au Viêt Nam, il existe une autre distinction basée sur les traditions vestimentaires : celle entre « hmong noirs » et « hmongs fleuris » ou « hmongs-fleurs ».
Les premières formes d'écriture hmong remontent au début du XXe siècle. Plusieurs ont ainsi été formées par des missionnaires français comme Yves Bertrais, notamment dans les années 1950, grâce à l'alphabet latin. L'alphabet le plus utilisé actuellement par les Hmong à travers le monde est l'alphabet dit Barney-Smalley-Bertrais, du nom de ses créateurs.
Un Hmong, Shong Lue Vang, a défini un alphabet pour sa propre langue. Initialement illettré comme presque tous les Hmong de sa génération (avant 1947), il a inventé un système syllabique à deux signes, un pour la syllabe et un pour le ton, soit environ cinq cents combinaisons. Mais les caractères qu'il a inventés n'existaient pas en imprimerie et cela, ajouté au nombre de combinaisons, a freiné la diffusion de son invention. Le système Barney-Smalley-Bertrais est lui aussi critiquable, mais il a l'avantage de n'utiliser que des lettres romanes internationales, comme le hanyu pinyin chinois, le chữ quốc ngữ vietnamien et le romaji japonais.
Les mots hmong se terminent toujours par une voyelle, sauf parfois la consonne « ng » qui est un « n » vélaire qu'on peut trouver après « e » ou « o ». Dans ces cas-là on écrit -ee et oo comme dans hmoob où le « h », muet comme en français, indique que le « m » est faible, et où le « b » muet indique que la syllabe est sur le ton haut égal.
Il en résulte que tous les mots hmong se terminent par une consonne à l'écrit, et par une voyelle ou un « n » vélaire à l'oral. Les consonnes « b », « v », « s », « g », « m » et « j » n'ont donc pas de valeur en elles-mêmes , mais représentent chacune une intonation bien précise du mot : en effet , suivant l'intonation et le contexte , en oral un mot aura une signification différente , exemple intonation : mis = lait/sein  , mib = vermicelles , Mim = prénom féminin , exemple contexte : xiv = père ou fruit. Le cause à effet de cette terminaison des mots en intonation résulte que tous les mots courants sont  invariables autant à l'écrit qu'à l'oral et dotés d'une seule syllabe.
Ainsi, le général Vang Pao en laotien s'appelle "Vaj Pov" en hmong, mais cela se prononce « Va Po », Va étant en ton haut descendant (donc de l'aigu au ton moyen) et Po étant sur le ton ascendant (donc du ton moyen au ton aigu).

## Histoire

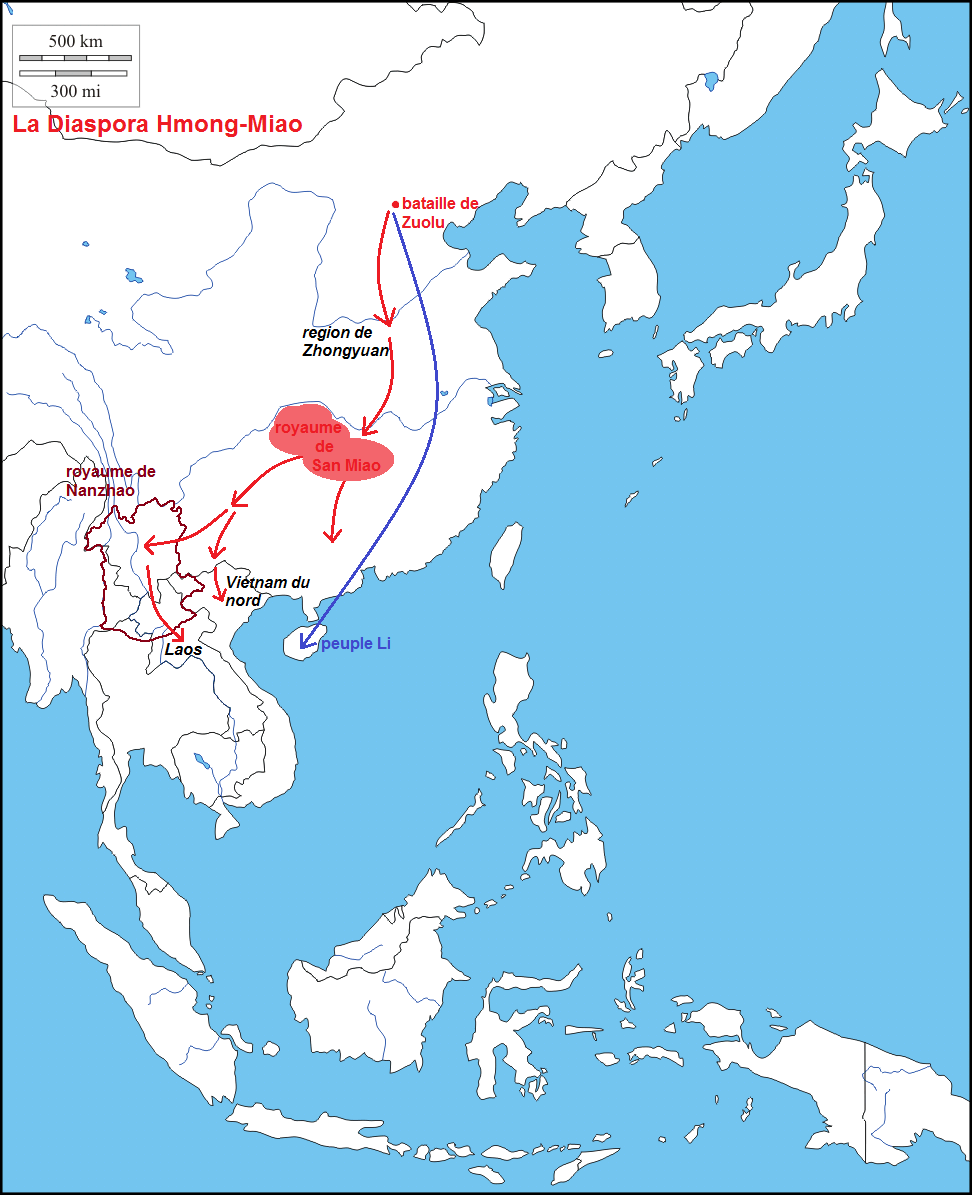
Diaspora du peuple hmong.

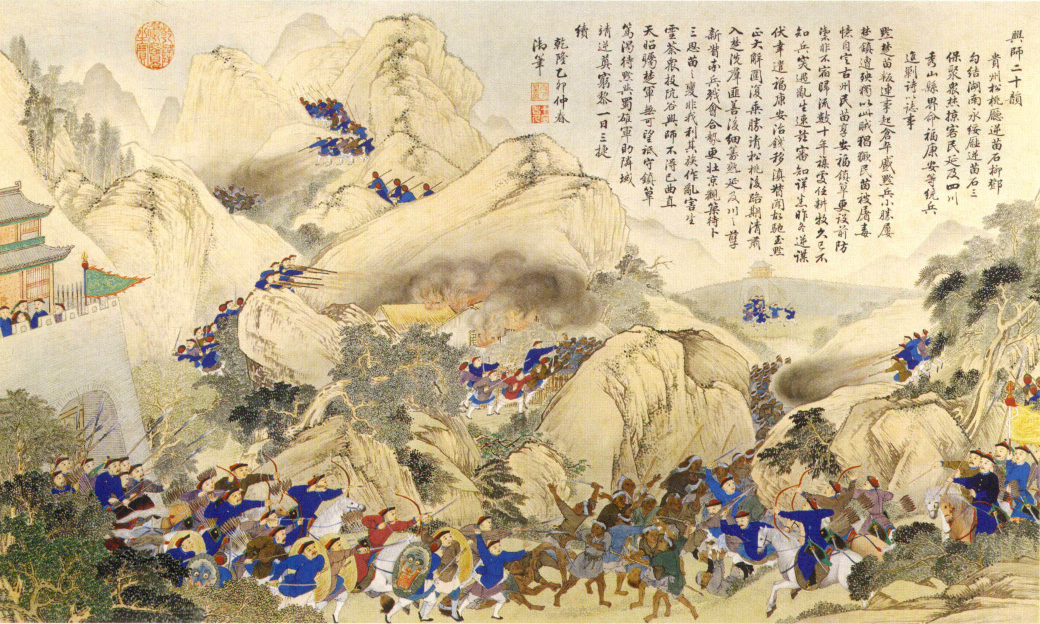
Une scène représentant la campagne de la Dynastie Qing (de la minorité mandchoue) contre le peuple Miao, à Lancaoping en 1795.

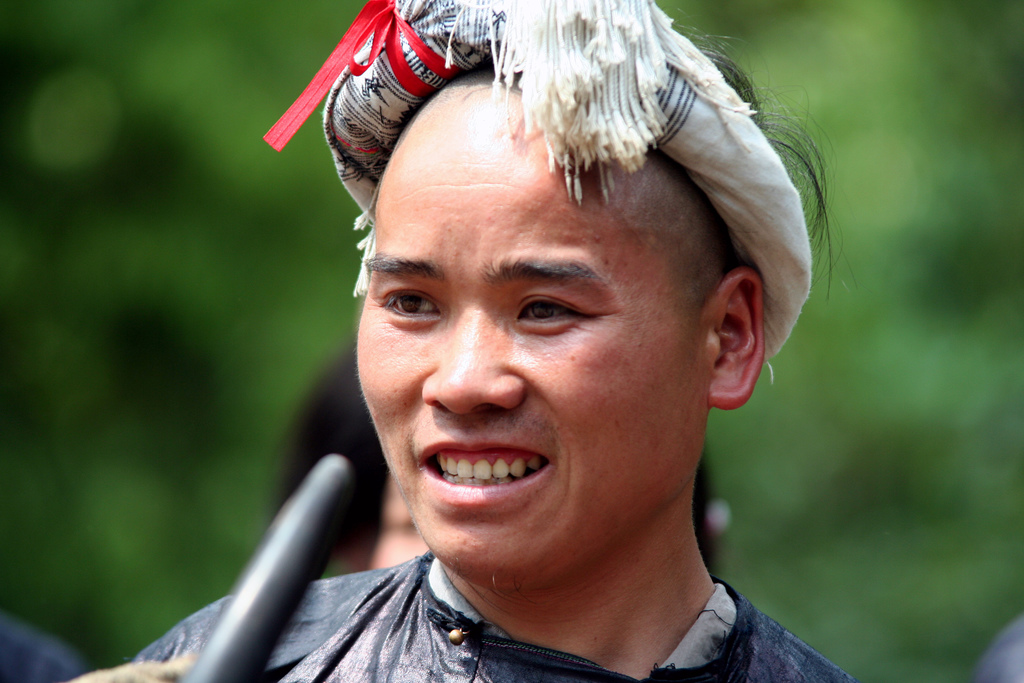
Homme de l'ethnie Miao (Miao zu, 苗族), dans la province du Guangxi, (Chine).

Si les San Miao des anciennes chroniques chinoises ont bien un lien avec les Hmong actuels, alors leur origine est à rechercher dans les bassins du fleuve Jaune aux côtés des premiers Hans. Les seuls mouvements migratoires miao anciennement attestés par écrit sont ceux signalés par les chroniqueurs chinois : le reste, et notamment les hypothèses émises par les ethnologues anglophones ou les missionnaires français, n'est que présomptions basées sur des indices interprétables, génétiques, étymologiques, ethnologiques et linguistiques. Durant la première moitié du XIXe siècle, les populations Hmong (Miao), Iumien (Yao), Lahu (Yi), Akha (Hani) et les Haw (Hui) sont passées d'une vie sédentaire avec agriculture et élevage de bétail au centre de la Chine, à des révoltes périodiques contre l'Empire chinois dont la répression les a rendus nomades et les a poussés à se réfugier dans les montagnes des provinces du Yunnan, du Guizhou et du Guangxi et plus loin en Indochine.
Les Hmong nomades franchirent la frontière sino-laotienne pour aller s’établir dans les régions suivantes : Nong Het, Hua Phan, Phongsaly, Oudomxay, ou encore de Muang Sing en raison du manque de terres disponibles, sous la dynastie Qing de gouvernance mandchoue. C'est dans les montagnes de l'actuel Laos qu'ils furent financièrement incités par les Français à cultiver le pavot et à produire de l'opium pour l'exporter vers la Chine (dont la France convoitait alors le Yunnan), dans le contexte des guerres de l'opium.
Pendant la guerre d'Indochine au Laos, et pendant la guerre du Viêt Nam dans le contexte de la guerre froide qui, ici, était « chaude » et particulièrement sanglante, la CIA et les États-Unis les utilisèrent comme supplétifs, leur fournirent de l'armement et achetèrent à leur tour leur production d'opium : de ce fait, les Hmongs engagés dans ce conflit du côté occidental, étaient promis à une mort certaine par les combattants communistes en tant que « laquais des envahisseurs impérialistes ».

### Hmong du Laos et du Tonkin

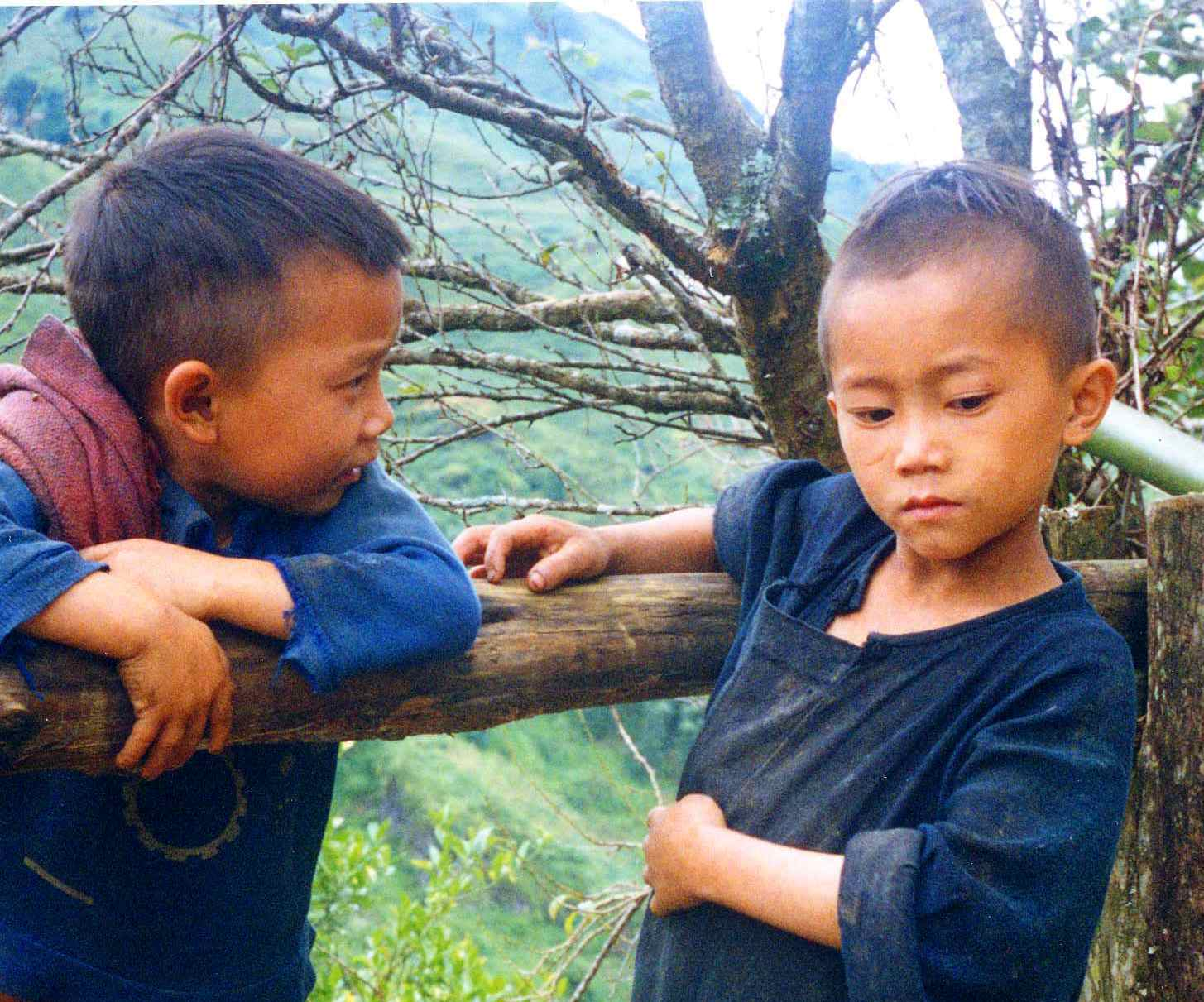
Enfants hmong à Sa Pa (Viêt Nam), 1993.

Les Hmong connurent des débuts paisibles au Laos et au Tonkin, vivant en autarcie sur les sommets des montagnes. Les Français, comme les Laotiens, les appelaient Méo, une déformation du Miao chinois. L’accumulation des taxes et de divers impôts par les autorités coloniales, ainsi que le fait d'être administrés systématiquement par des non-Hmong souvent corrompus, sont autant de facteurs qui amenèrent les Hmong à se soulever contre le colonisateur. Cette révolte nommée « Guerre du Fou » dura cinq ans (1917-1922), jusqu’à la mort de son leader Pa Chay. Cet épisode amena les Français à changer leur politique. Ils encouragèrent la production d'opium, mais aussi les cultures vivrières et la prédication des missionnaires, et désignèrent des interlocuteurs hmong comme Ly Foung.

#### Culture de l'opium sous l'Indochine française
Pendant la Seconde Guerre mondiale, l'Indochine française, gouvernée par l'amiral Jean Decoux du régime de Vichy collaborant avec l'occupant japonais, se trouve de facto dans l'Axe, bien qu'officiellement neutre : elle est donc coupée de ses sources d'approvisionnement en opium que sont l'Iran, la Turquie et l'Inde, or les revenus de l'opium sont capitaux pour le financement de l'administration française. Ainsi, l'administration française encouragea et même organisa la production et le commerce d'opium (qu'elle avait réprimés dans l'entre-deux-guerres) sur les hautes terres du Laos et Tonkin. La production décupla presque, passant de 7,5 t en 1940 à 60,6 t en 1944, principalement produites dans les provinces de Xieng Khouang au Laos et au Nord-Est-Tonkin, pays Taï où vivent de nombreux Hmong. L'administration ne contrôla pas directement la production, mais utilisa les chefs « Meo » locaux, comme Touby Lyfoung au Xieng Khouang.

#### Quelques personnalités
Cela permit à Touby Lyfoung d’envoyer ses enfants à l’école, fait rare à l’époque. Son éducation et ses talents de bureaucrate valurent à Lyfoung de gravir rapidement les échelons dans l’administration coloniale du Protectorat français du Laos pour devenir l’un des grands leaders hmong de l’histoire récente. Pour le régime de Vichy, il participa au trafic d'opium de l'État français à la Régie de l'Opium du service des Douanes. Il occupa successivement les postes de ministre de la Santé, de ministre des Postes et Télécommunications et de Conseiller du roi Sisavang Vong. À la fin de la Seconde Guerre mondiale, alors que la France s'oppose cette fois aux Japonais, Lyfoung est le meneur des Hmong de Xieng Khouang pour aider l'armée française à reconquérir la ville et reprendre le contrôle du pays. Il profita de son rang de dirigeant pour pousser les Hmong à l'éducation d'un côté et à combattre les communistes vietnamiens de l'autre. Après son décès, il reste pour les Hmong de la diaspora une figure de première importance.
Faydang Lobliayao, lui, est un leader « Hmong rouge » qui se range au contraire aux côtés des communistes vietnamiens lorsque les Japonais chassent les Français d'Indochine et proclament le 8 mars 1945 l'indépendance du Việt Nam, du Laos et du Cambodge. Il devient vice-président de l'Assemblée nationale du Laos.
Par la suite, les Français ont employé des Hmong, connus pour leur efficacité à se déplacer en milieu difficile et hostile, lors de la bataille de Diên Biên Phu contre le Viêt Nam communiste dans le cadre de l'Opération D.

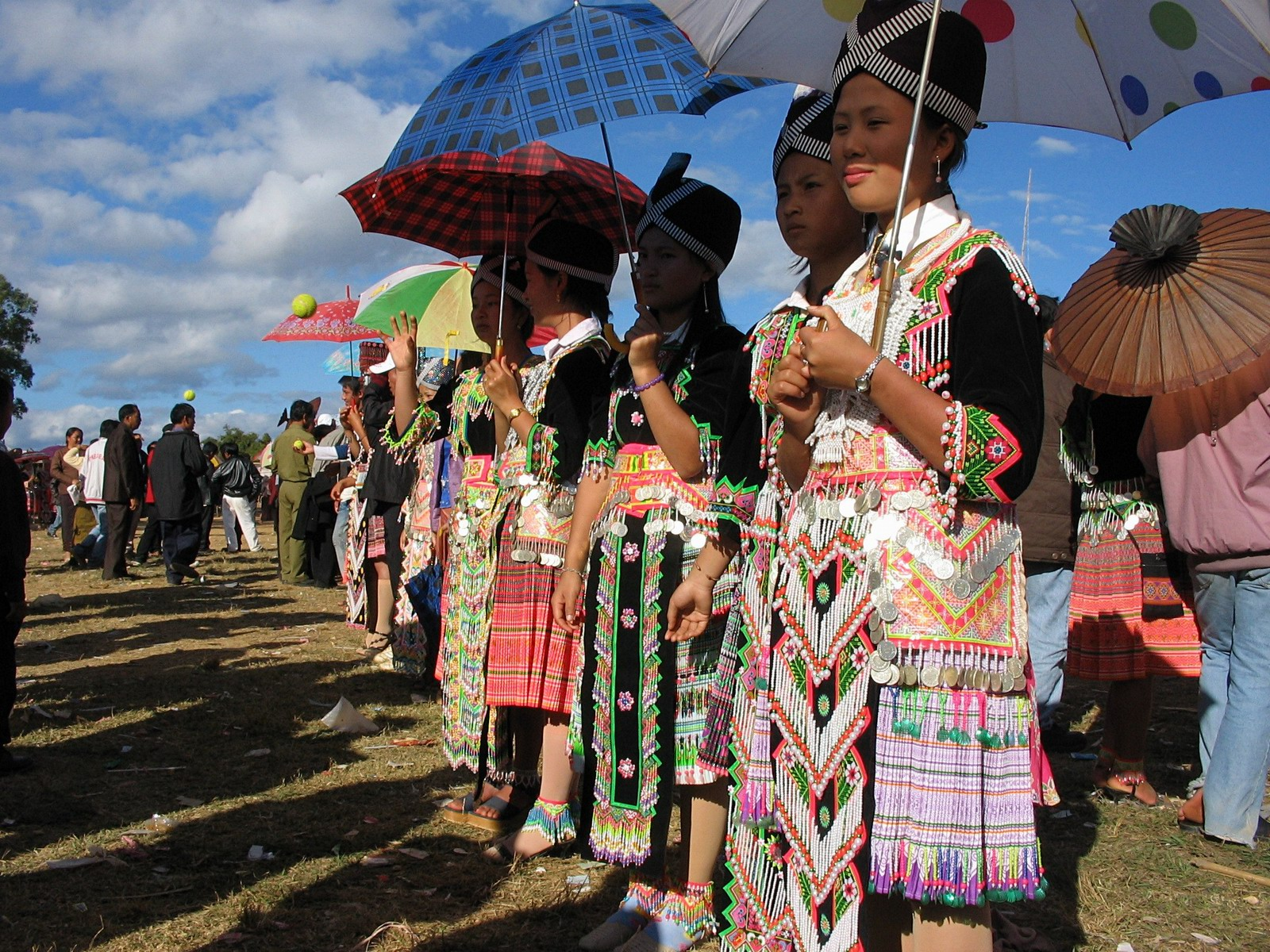
Jeunes filles Hmong jouant au jeu de balle, un jeu de séduction pour rencontrer des prétendants potentiels au Laos.

La guerre civile laotienne constitue un théâtre d'opérations annexe de la guerre du Viêt Nam. En 1962, les États-Unis recrutent les guérilleros hmong commandés par le général Vang Pao pour combattre les soldats nord-vietnamiens au Laos. Cette opération appelée « US Secret War » a été financée par la CIA. Elle consistait à « sécuriser » la zone et à récupérer les pilotes américains abattus en venant bombarder la piste Hô Chi Minh. Quand les Américains, vaincus sur les plans politique et diplomatique, durent se retirer du Viêt Nam en 1975, ils abandonnèrent tous leurs supplétifs en fermant les camps d’entraînement, en suspendant toute aide militaire et financière au Laos et aux Hmong, et en refusant d'exfiltrer leurs alliés quand le Pathet Lao communiste prit le contrôle du pays. Les Hmong communistes, comme Faydang Lobliayao, accédèrent au pouvoir, tandis que les Hmong pro-royalistes alliés des Français puis des Américains, furent enfermés dans des camps de travaux forcés ou bien, quand ils tentèrent de résister, tués. Leur leader politique, Touby Lyfoung, fut emprisonné et mourut en détention, tandis que leur leader militaire, Vang Pao, parvint à quitter le pays et à trouver refuge aux États-Unis.
Les Hmong persécutés au Laos offrirent leur assistance à la Chine lorsque celle-ci s'opposa à leur persécuteur, le Viêt Nam, en 1974.
La méfiance vietnamienne envers les Hmong est une suite du conflit hmong : les reportages dans la presse occidentale de Philip Blenkinsop en 2002, de Thierry Falise en 2003,, de Grégoire Deniau et Cyril Payen en 2005, et de l'américain Roger Arnold en septembre 2006, ont montré la situation désastreuse de plusieurs groupes de Hmong dans le jungle laotienne. Ne pouvant pas fuir le pays, ils vivent de trafics (notamment d'opium) et de braconnage, en guérilleros rebelles, et sont à ce titre traqués et exterminés depuis plus de trente ans par l'armée vietnamienne présente au Laos, ainsi que par les autorités laotiennes. Ceux d'entre eux qui y parviennent s'enfuient en Thaïlande d’où certains peuvent être accueillis dans divers pays occidentaux. Cependant, beaucoup aussi restent dans une situation délicate au Laos. En Thaïlande, concentrés dans des camps à ciel ouvert, ils n'ont pas le statut de réfugiés, mais celui « d'immigrants économiques illégaux » et ne survivent que grâce aux ONG. Environ dix mille d'entre eux sont enfermés dans ces camps de prisonniers, dans la province de Phetchabun, par exemple, ou dans d'autres prisons du Nord et du centre de la Thaïlande. La situation humanitaire y est préoccupante comme en témoigne « Médecins sans frontières » qui a eu accès aux Hmong des camps et des prisons thaïlandaises.
Le 28 décembre 2009, la Thaïlande a commencé l'expulsion de 4 000 Hmong au Laos contre leur gré, malgré les protestations internationales,
,. Médecins sans frontières a publié un rapport à ce sujet. Afin de protester contre ce qu'il considérait être un génocide, le colonel Robert Jambon s'est suicidé le 27 octobre 2011, d'une balle dans la tempe, debout face à la pagode des morts indochinois, route de Dinard à Dinan,.

### Hmong en Guyane

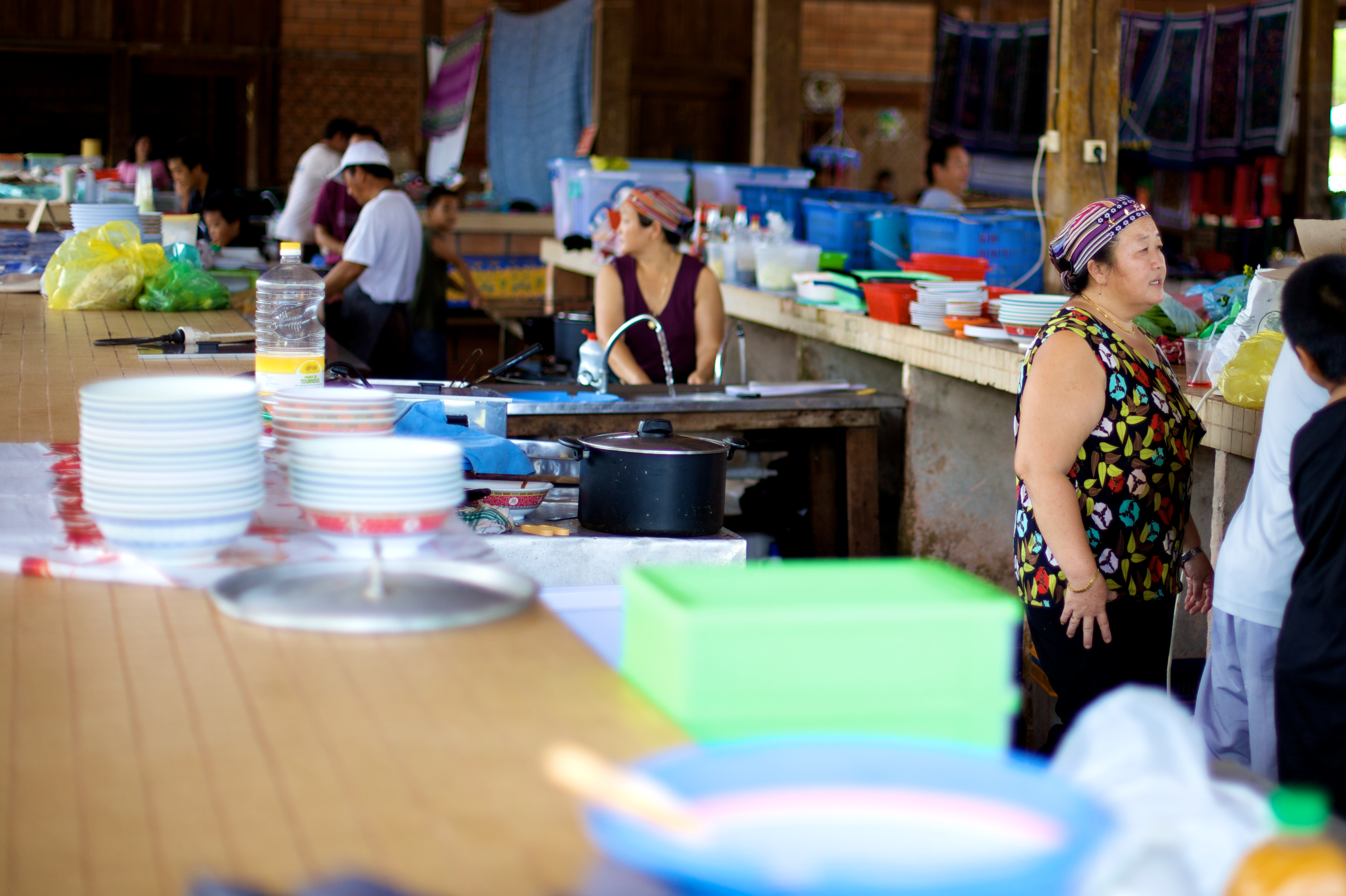
Hmong au marché du village de Cacao (2008).

En l'an 2000, environ 1 600 Hmong (statistiques françaises) vivent en Guyane, dont la moitié a moins de 18 ans.
Ils sont répartis en quatre villages qu'ils ont eux-mêmes construits :
1. Cacao créé en 1977[67] en pleine forêt, d'accès difficile[68],[69] ;
2. Javouhey, fondé en 1979, à 30 km de Saint-Laurent-du-Maroni, sur le site de l'ancienne léproserie de l'Acarouany, fondée en 1822 par la mère Javouhey[70]
3. Rococoua, fondé en 1990 aux environs d'Iracoubo avec une quinzaine de familles
4. Corrossony, fondé vers 1990 aux environs de Régina avec une douzaine de familles dont la plupart vivaient en France métropolitaine avant de venir s'installer en Guyane française.

Il s'agit de descendants de groupes villageois originaires du Laos. Fuyant l'état communiste, ils sont internés en 1975 dans des camps de réfugiés thaïlandais. La reconnaissance par le Haut Commissariat des Nations unies pour les réfugiés de leur statut de réfugiés politiques leur permet d'être accueillis dans divers pays occidentaux. Les États-Unis en accueilleront quelque 100 000 et la France 10 000. On leur prépare en Guyane des villages créés de toutes pièces avec l'idée d'y transférer des groupes de familles pouvant retrouver leurs conditions de vie antérieures.
Les Hmong arrivent en Guyane en 1977. Ils y ont été installés dans l'idée de peupler la Guyane et y développer l'agriculture. Ce projet s'insérait dans le « Plan Vert », lancé par le secrétaire d'État aux DOM-TOM de l’époque, Olivier Stirn. Il partait d'un constat accablant pour ce département d'outre-mer : sous-peuplée, la Guyane ne comptait que 55 000 habitants pour un territoire représentant un cinquième de la métropole, avec des ressources très peu exploitées (hormis l'orpaillage) et une activité économique très réduite et dépendante de la métropole.
C'est avec l'aide d'un président de Conseil régional d'origine asiatique, le docteur Ho-A-Chuck, favorable à leur installation, ainsi que celle des organisations catholiques sollicitées par le père Yves Bertrais (décédé le 27 mai 2007, co-inventeur de l’alphabet hmong appelé alphabet Barney-Smalley) qu'ils ont reçu l'autorisation de s'y installer. Pierre Dupont-Gonin a également participé à leur accueil en Guyane et en témoigne dans son ouvrage.
À l'origine de cette initiative on trouve la réflexion stratégique et prospective de l'amiral Marcel Flichy qui prend sa source dans sa double expérience de l'Indochine, relatée dans le livre Les corsaires de la Baie d'Along de Michel Girard et Marine Indochine de Jacques Mordal, et de l'Algérie, où, en tant que dernier commandant de la DBFM à Nemours en 1962, il avait pris l'initiative, contre sa hiérarchie, de sauver ses harkis en les installant en France, à Largentière en Ardèche. C'est en tant que responsable des relations internationales du Secours catholique et de Caritas Internationalis qu'il proposa ce projet de sauvetage et le négocia âprement avec le gouvernement français.

### Hmong en France métropolitaine
Leur nombre est estimé à près de 20 000, pour la plupart dans les régions de Paris, de Toulouse, de Chartres, de Rennes, d'Amboise, de Tours et de Nîmes, où ils sont exploitants agricoles, notamment dans la Vistrenque.

### Hmong aux États-Unis d'Amérique

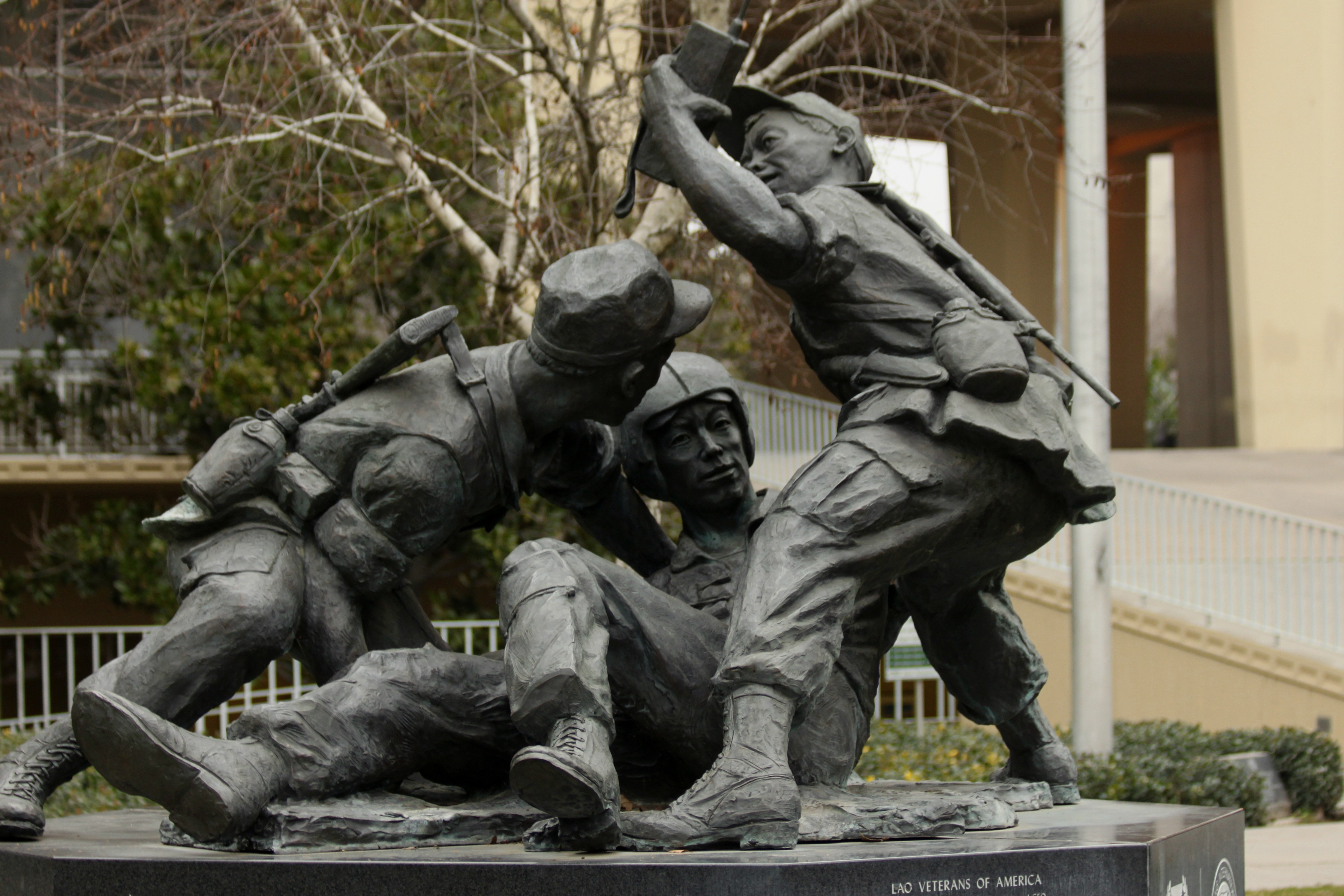
Statue en hommage aux combattants hmong de la guerre du Viêt Nam à Fresno (Californie).

Avec un effectif estimé à près de 60 000, l'immigration hmong aux États-Unis date des années 1970-1980 et est une conséquence directe de la guerre du Viêt Nam. Après avoir d'abord trouvé refuge en Californie, notamment à Fresno, les Hmong se sont déplacés vers le Minnesota (dans les villes « jumelles » de Saint Paul et Minneapolis) et d'autres régions du Midwest, principalement pour des raisons économiques. Comme beaucoup d'autres communautés originaires d'Extrême-Orient, les Hmong témoignent d'une bonne intégration dans le système économique et éducatif des États-Unis.

## Culture

### Croyances
Initialement animistes, les Hmong sont nombreux à être devenus chrétiens, généralement catholiques ; on peut encore visiter trois églises au moins dans la région de Sa Pa au nord du Viêt Nam. Les paroisses hmong de la région de Sa Pa ont été créées et administrées par les Missions étrangères de Paris.
Selon les croyances locales, les Hmong reçoivent trois âmes à la naissance : la première insuffle la vie à l'individu et passe aux vivants après la mort ; la deuxième lui est propre et part définitivement séjourner au pays des ancêtres ou royaume de l'au-delà, et la troisième est réincarnée dans un être humain ou un animal. La cérémonie funéraire la plus importante s'appelle le kruôz-ssé : il s'agit d'indiquer le chemin à la deuxième âme. Un chant sacré accompagné par une flûte et un tambour est récité lors du cortège.

### Traditions vestimentaires

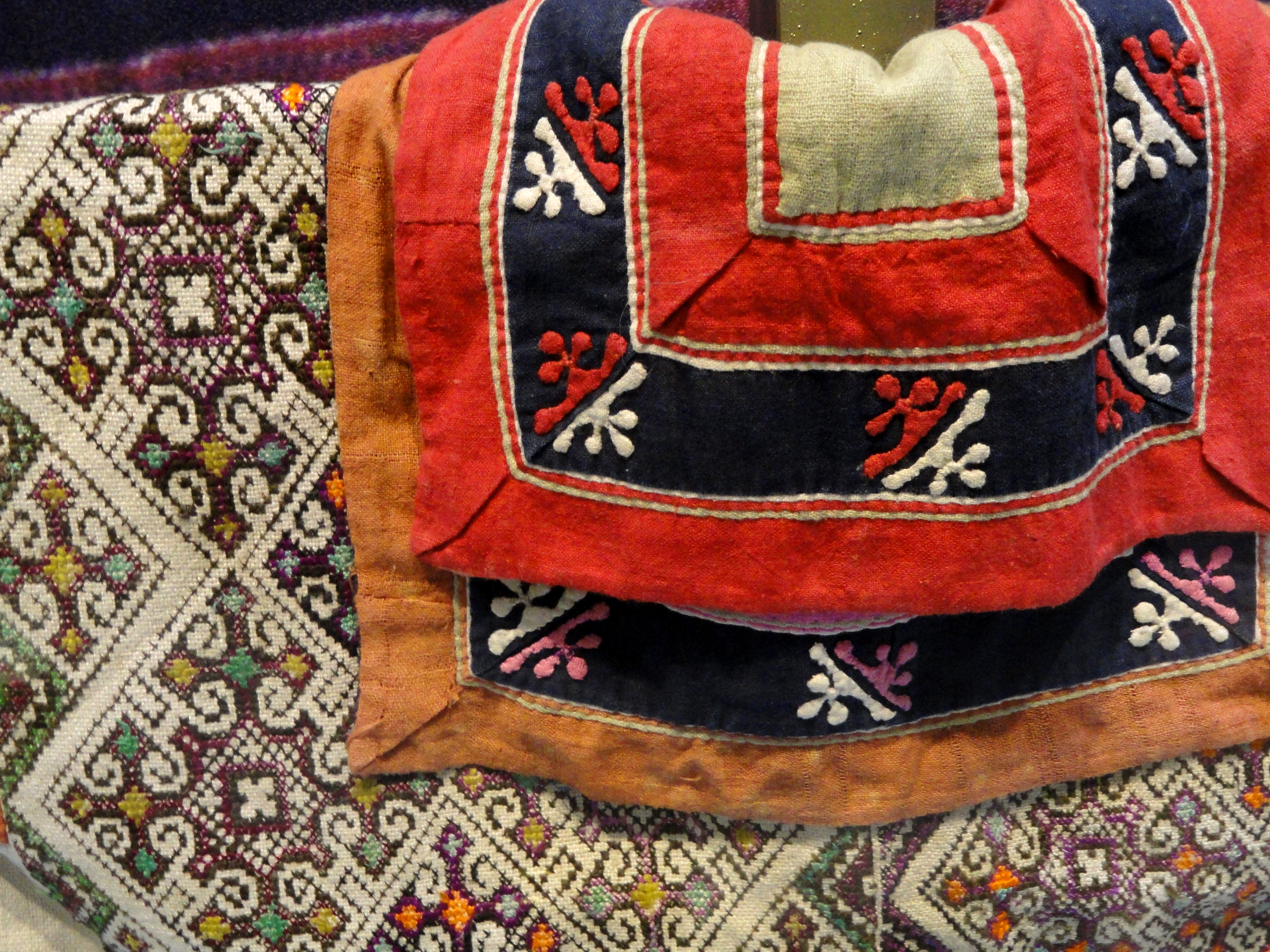
Détail d'un vêtement féminin hmong, avec appliqué de tissus et broderies (dont broderie au point de croix (Musée provincial du Yunnan, Kunming, Chine).

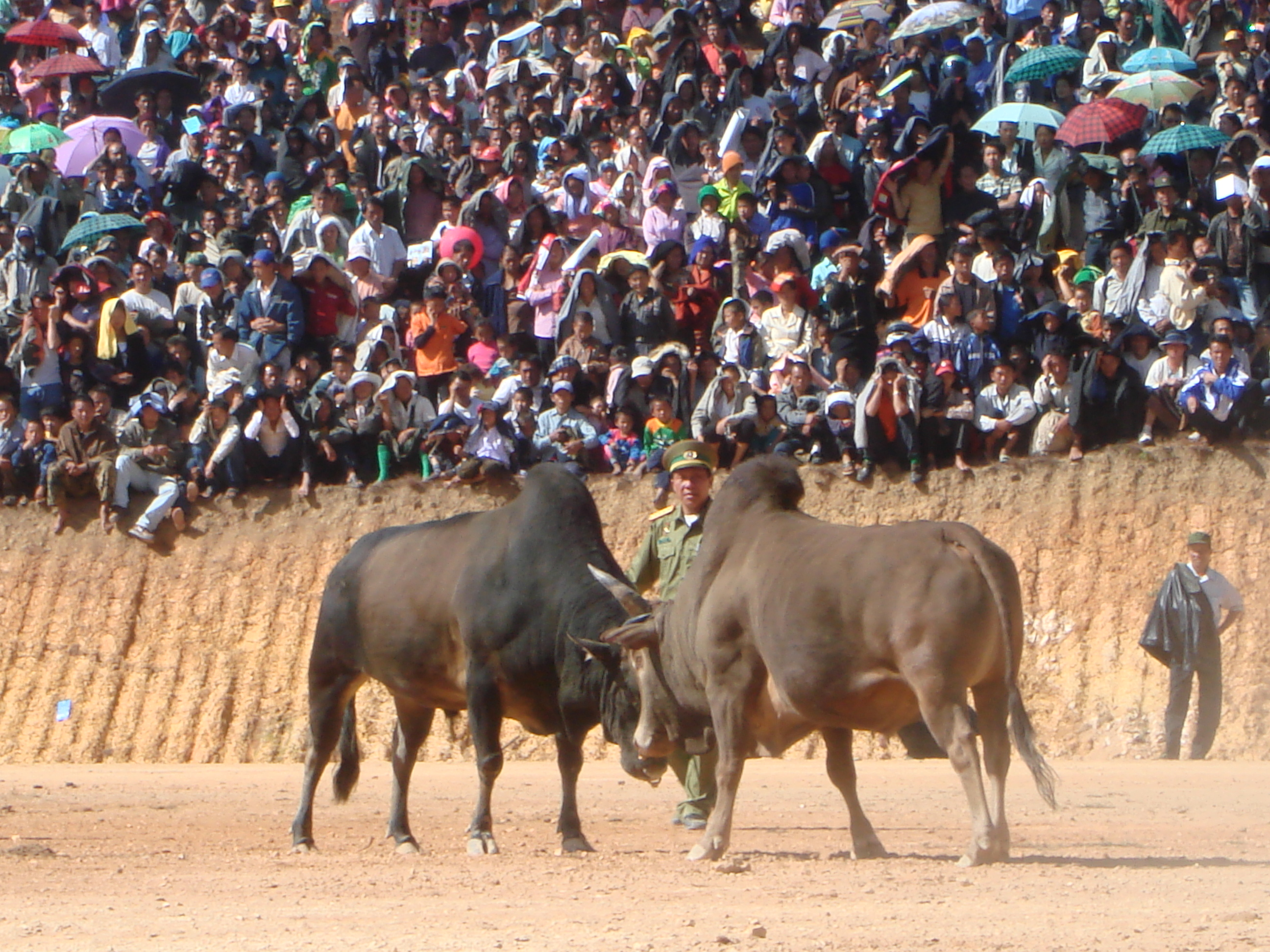
Combat de buffles à Phonsavan (Laos) à l'occasion du Nouvel an Hmong (décembre 2007).

L'une des traditions qui caractérise les Hmong fleuris est la richesse du décor brodé ou appliqué des vêtements et couvre-chefs.

### Famille
La famille traditionnelle Hmong était initialement patriarcale et patrilinéaire, même si aujourd'hui ces coutumes s'estompent. Concernant le mariage, plusieurs formules existaient :
- lorsqu'un homme hmong veut se marier, il choisit sa future épouse, que cette dernière veuille l'épouser ou pas. Pendant la nuit ou le jour, il l'enlève avec l'aide de sa famille et la ramène chez lui. Le jour suivant, un membre de la famille de l'homme va réveiller la famille de la femme pour discuter du « prix » à verser en compensation de ce rapt rituel. Ce prix est payé avec du lao-lao (alcool de riz), un (des) porc(s) engraissé(s), du riz, de l'argent, des outils… ; cette coutume se pratique toujours au Viêt Nam, Laos, et en Chine[79] ;
- comme dans beaucoup de cultures traditionnelles (y compris en Europe jusqu'au XIXe siècle), les familles s'entendent mutuellement sur des fiançailles dès le plus jeune âge des enfants ;
- l'homme, dès qu'il se sent en âge de se marier, se fait accompagner pour aller s'arranger avec les parents de sa future épouse.

Chez les Hmong, le mariage est possible dès 13-14 ans. La différence d'âge n'est pas un problème et un homme de 30 ans peut épouser une fille de 13 ans. La polygynie est acceptée, un homme hmong pouvant épouser plusieurs femmes s'il est suffisamment riche pour payer toutes les compensations. A contrario, il peut être difficile pour un homme pauvre de se marier. Au XXIe siècle ces traditions sont très mal vues par les nouvelles générations, d'autant que l'inverse (garçon plus jeune ou polyandrie) n'existe pas.
Une fois mariée, la femme hmong va vivre dans le village de son mari et doit s'occuper des parents de son mari jusqu'à leur mort. C'est pourquoi il arrive que la future épouse d'un Hmong soit choisie par ses futurs beaux-parents. Si ceux-ci se rendent compte que leur bru ne prendra pas bien soin d'eux, ils peuvent la répudier et la renvoyer dans sa famille avec un dédommagement pour les parents de la mariée.
Les Hmong portent jusqu'à 18 noms de famille différents, chacun ayant une signification généalogique, religieuse ou sociale.
Un futur mari et sa future épouse doivent porter un nom différent pour pouvoir se marier. Lorsque la femme hmong se marie, elle prend le nom de son époux, et les enfants portent le nom de famille du père. Des cousins portant des noms de famille différents peuvent se marier entre eux.

### Médecine traditionnelle
La médecine traditionnelle Hmong repose sur la croyance selon laquelle la maladie provient de la relation entre les âmes stables et les âmes instables de l'être humain. Les âmes stables doivent être maintenues dans le corps, car ce sont elles qui génèrent force, vigueur et santé. Les âmes instables génèrent les maladies et doivent être revigorées. De cette croyance découlent diverses traditions. Ainsi, au jour de l'An, les légumes verts et les bouillons sont proscrits afin de ne pas provoquer la vengeance des esprits pour cette offense envers l'environnement. De même, un étranger ne doit pas pénétrer dans une maison où une branche feuillue a été apposée sur la porte, de crainte qu'il apporte la maladie. Des guérisseurs-herboristes sont consultés par les malades à qui ils font prendre des herbes médicinales. Ces herbes sont pour la plupart cueillies en forêt. Les Hmong fournissent d'ailleurs beaucoup d'herbes pour l'exportation.

## Galerie

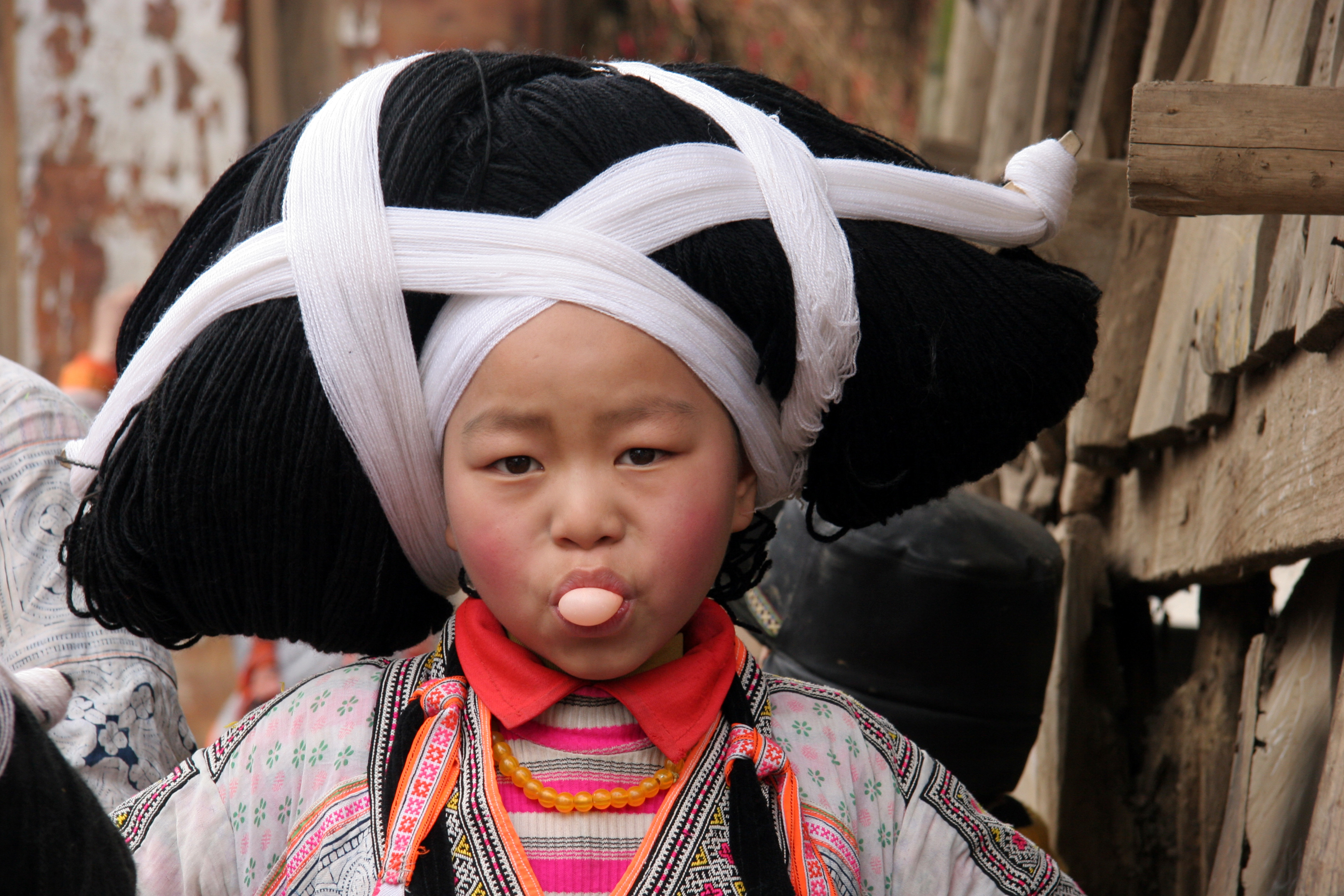
Petite fille Qing Miao. Sud-ouest du Guizhou. 2006.
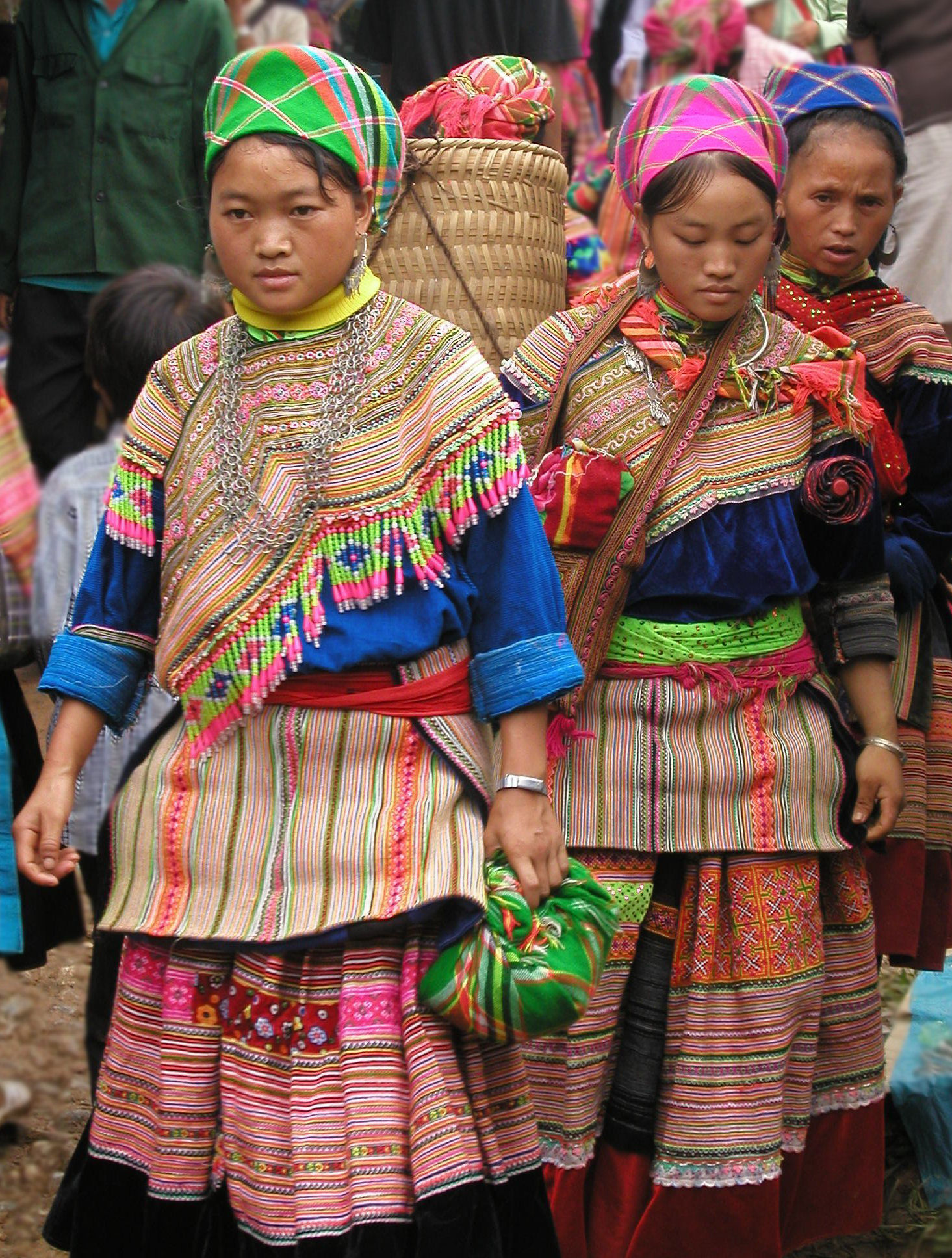
Femmes hmong fleuries à Bắc Hà au Viêt Nam.
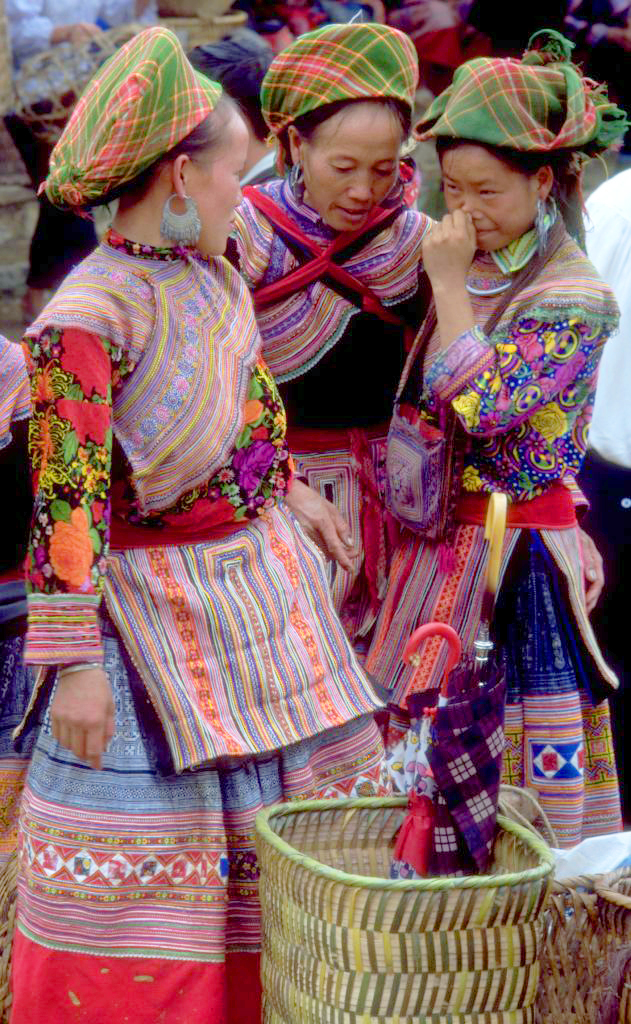
Femmes hmong fleuries au marché de Bắc Hà au Viêt Nam en 1999.
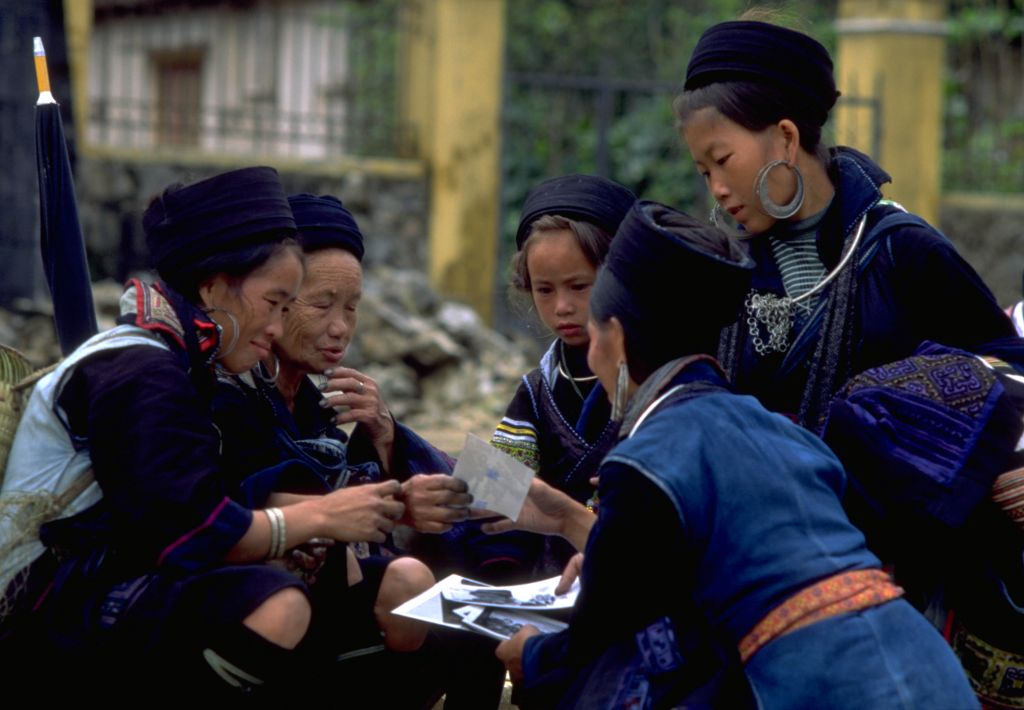
Femmes hmong noires à Sa Pa au Viêt Nam en 1999.
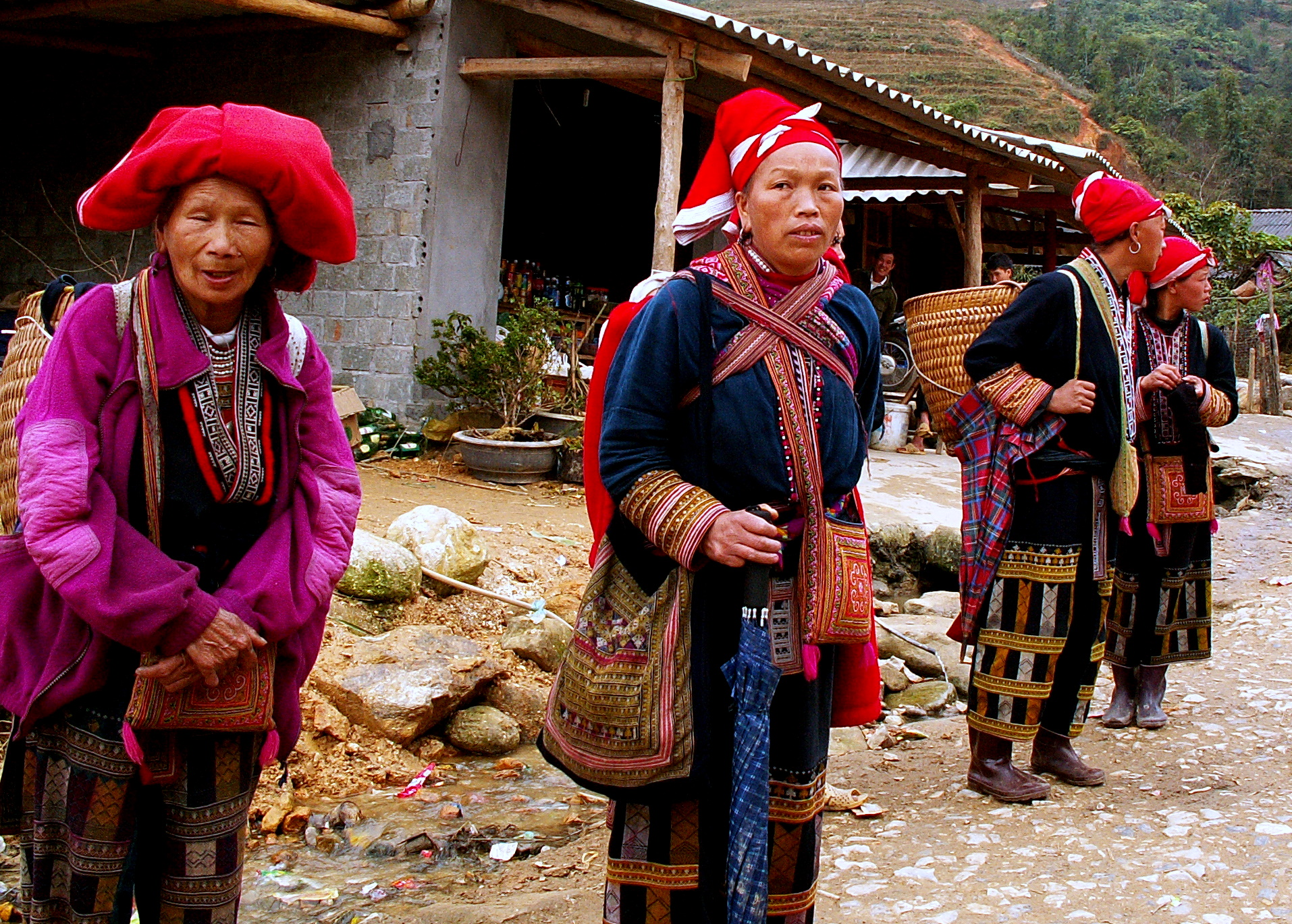
Dao rouges au nord du Viêt Nam en 2011. Les Dao rouges vivent au côté des Hmong. Ils ont leur propre langue et leur propre culture.
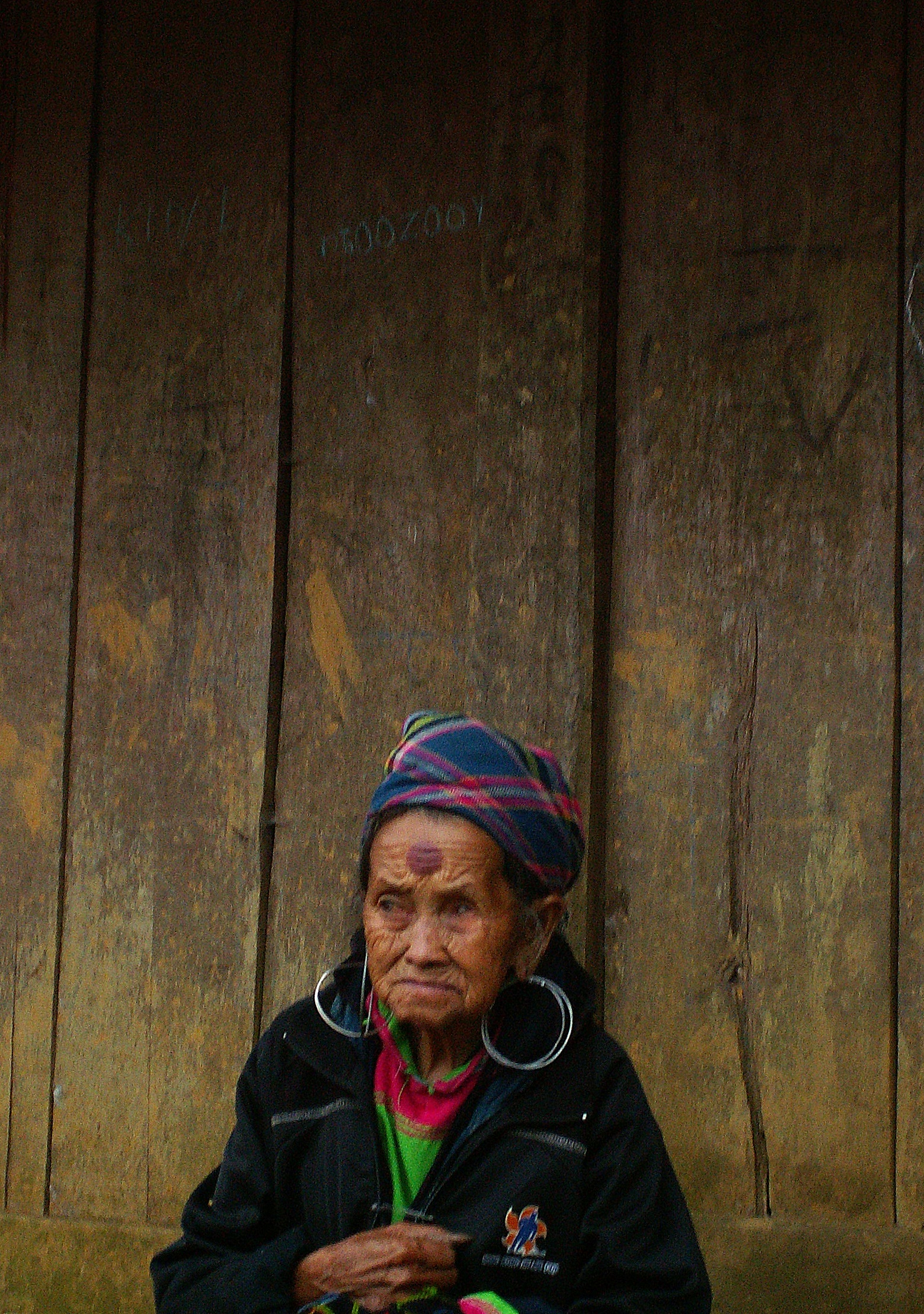
Hmong noire au nord du Viêt Nam en 2011.
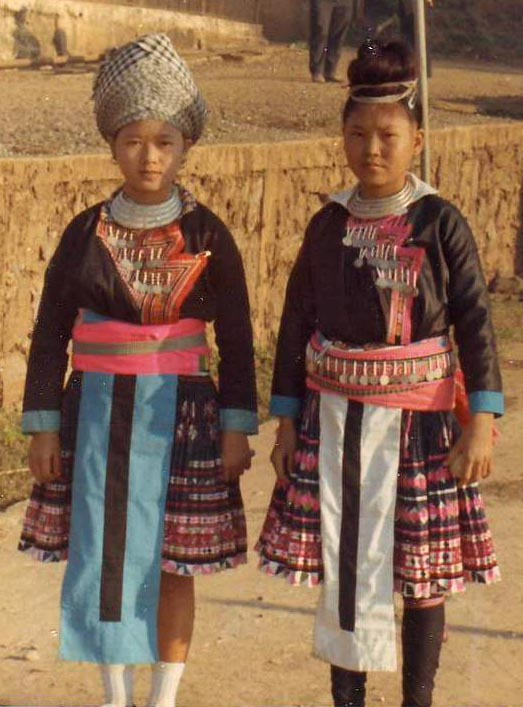
Filles hmong au Laos en 1973.
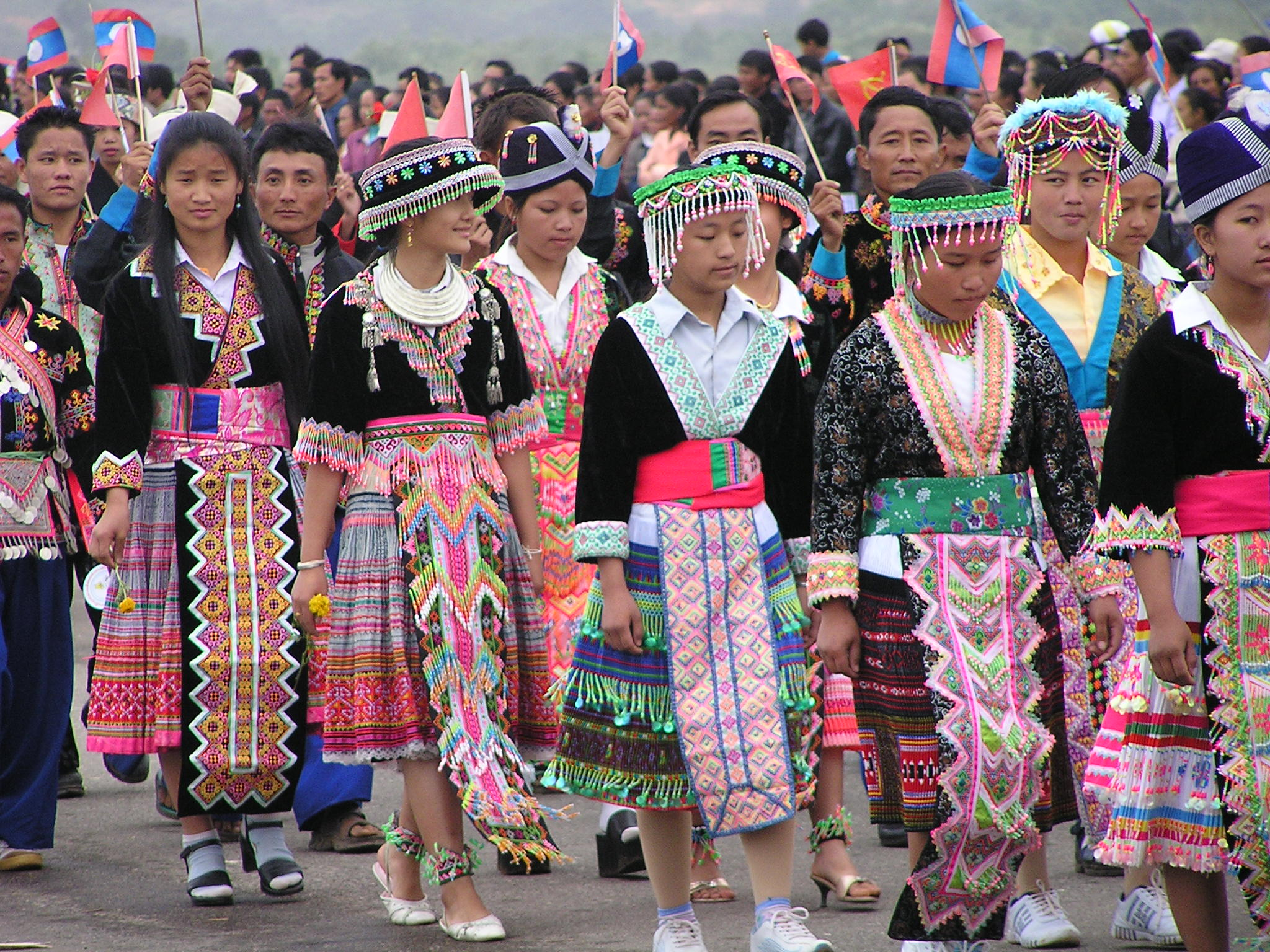
Hmong au Laos (années 2000).

## Les Hmong dans la culture

### Littérature
- Dans Les Brumes de Sapa, roman dessiné par Lolita Séchan en 2016. L'amie que rencontre Lolita, en se cherchant elle-même, fait partie du peuple Hmong.

### Bande dessinée
- La bande dessinée Hmong, de Vicky Lyfoung, parue en 2023 chez Delcourt, est un récit racontant, en parallèle, l'histoire du peuple Hmong et l'histoire de la famille de l'auteure.

### Cinéma
- Le film Gran Torino, réalisé par Clint Eastwood en 2008, se déroule en partie dans la communauté hmong aux États-Unis.
- Dans Batman vs Superman, réalisé par Zack Snyder en 2016, une fille emprisonnée parle le hmong aux policiers venus l'aider.

### Télévision
- La culture hmong apparaît dans la série télévisée Dr House, saison 8 épisode 18 (avril 2012).
- La culture hmong est aussi abordée dans la série Grey's Anatomy, saison 2 épisode 5.
- Dans Les Mystérieuses Cités d'or, Esteban et ses compagnons arrivent en Chine dans un village miao où ils sont confrontés aux pirates de Pang Zi.
- Dans En Terre Inconnue (émission télévisée de France 2 en 2017) un épisode montre Clovis Cornillac chez les Miao.